# Gljadjanskoje
Gljadjanskoje (russisch Глядя́нское) ist ein Dorf (selo) in der Oblast Kurgan in Russland mit 3964 Einwohnern (Stand 14. Oktober 2010).

## Geographie
Der Ort liegt etwa 65 km Luftlinie südlich des Oblastverwaltungszentrums Kurgan im südwestlichen Teil des Westsibirischen Tieflands. Er befindet sich am rechten Ufer der Gljadjana, eines rechten Armes des Tobol, etwa 6 km vom Hauptarm entfernt.
Gljadjanskoje ist Verwaltungszentrum des Rajons Pritobolny sowie Sitz der Landgemeinde (selskoje posselenije) Gljadjanski selsowet, zu der außerdem das Dorf Arsjonowka (fast unmittelbar nordöstlich anschließend) und die Siedlung Sosnowy (2 km nordöstlich) gehören.

## Geschichte
Das Dorf wurde 1768 gegründet und nach dem Arm des Tobol benannt. Ab 1894 war Gljadjanskoje Sitz einer Wolost. 1924 kam das Dorf zum neu gebildeten Tschernawski rajon mit Sitz im 10 km nördlich gelegenen Dorf Tschernawskoje. 1926 wurde die Rajonverwaltung nach Gljadjanskoje verlegt. Seit 1964 trägt der Rajon seinen heutigen Namen mit Bezug auf die Lage am Tobol.

### Bevölkerungsentwicklung
| Jahr | Einwohner |
| ---- | --------- |
| 1897 | 999       |
| 1939 | 2320      |
| 1959 | 2553      |
| 1970 | 3824      |
| 1979 | 4316      |
| 1989 | 4993      |
| 2002 | 4335      |
| 2010 | 3964      |

Anmerkung: Volkszählungsdaten

## Verkehr
Gljadjanskoje liegt an der Regionalstraße 37K-0002 (ehemals R327), die von Kurgan über das nördlich benachbarte Rajonzentrum Ketowo kommend weiter über Swerinogolowskoje zur kasachischen Grenze führt und in Kasachstan nach weiteren 50 km Anschluss an die A21 von Mamljut bei Petropawl nach Qostanai hat.
Die nächstgelegenen Bahnstationen befindet sich in Kurgan an der Südroute Samara – Tscheljabinsk – Omsk der Transsibirischen Eisenbahn sowie im knapp 50 km ostnordöstlich gelegenen Sumki an der Strecke (Kurgan –) Utjak – Nowoischim, wohin aber keine durchgehend befestigte Straße führt.